# Koseze, Vodice
Koseze este o localitate din comuna Vodice, Slovenia, cu o populație de 173 de locuitori.